# Grad Ragogna
Grad Ragogna (italijansko Castello di Ragogna) je delno obnovljena ruševina gradu v San Pietro di Ragogna iz visokega srednjega veka  okrožju Ragogna v italijanski deželi Furlaniji-Julijski krajini.

## Zgodovina
Zgornji grad (Castello Superiore) Ragogna se nahaja v okrožju San Pietro di Ragogna, na višini na enem najbolj impresivnih krajev s panoramskim razgledom, kjer Tilment (it.: Tagliamento) teče skozi ožine Pinzano. Najstarejši dokument, ki navaja ime, ki se običajno uporablja za Ragogno, je Venanzio Fortunato, pisec in duhovnik, ki je živel v 6. stoletju v svojem delu Vita Sancti Martini iz okoli leta 565 piše:
“(... ) in super instat aquis Reunia Teliamenti, (...)" (slovensko: (...) in Reunia gleda na vode Tagliamenta (...))
Avtor je, da bi izpolnil zaobljubo, želel počastiti grob svetega Martina v Toursu in se tako podati na dolgo potovanje, ki ga je od Ravenne do francoskega mesta vodilo na sever po prečkanju Alp in Nemčije skozi severno Francijo. Na tem potovanju je uporabil staro rimsko cesto, ki se je vila ob desnem bregu reke Tilmenta, mimo prelaza Ragogna.
To pričevanje je pomembno, ker nam daje natančne informacije o starodavni Reuniji: nahaja se na vzpetini, s pogledom na reko spodaj, in se nahaja na starodavni rimski cesti, imenovani Via Germanica, ki povezuje Concordijo Sagittarijo z Via Julia Augusta v bližini Humina  (it.: Gemone) in nato nadaljuje proti Noriku. Gre za manjšo cesto, ki je omogočila skrajšanje poti v Padsko nižino brez prehoda skozi Oglej. Zgodovinarji se strinjajo, da je Reunijo treba obravnavati kot utrjeno mesto, ki se je nahajalo ob prehodu, ki je bil do neke mere pomemben in je zato nadzoroval promet, ne glede na to, ali je šlo za ljudi ali blago. Niso ga brez razloga že stari Rimljani vključili v obrambni sistem na izhodu iz dolin ob vznožju Alp, skrajni branik v primeru barbarskega napada. Ta obrambni sistem se je kasneje okrepil v langobardskem obdobju, zato ga omenja tudi Pavel Diakon v svoji Historia Langobardorum, napisani po letu 790.
Pisec zagotavlja, da je prebivalstvo v Castrum Reuniae našlo zaščito med napadom Avarov leta 610; pripoveduje tudi o epizodi plemenitega Arimana Hansfrita (ali Ansfrida ), ki je skušal prevzeti oblast nad vojvodino Furlanijo, ko vojvode Rodoalda ni bilo v Čedadu. V enem zamahu je osvojil mesto in se nato s svojo vojsko premaknil naravnost v Pavijo, glavno mesto Langobardskega cesarstva. Porazil naj bi ga sam kralj Kuninkpert in ga, ko so ga ujeli in oslepili, poslal v izgnanstvo po langobardskem pravu. Iz naslednjih stoletij (10. in 11. stoletje) ni dokumentov, v katerih bi bil omenjen grad Ragogna: najverjetneje je to posledica izgube njegove strateške funkcije ali izgube pomena stare rimske ceste, ko so se trgovinski tokovi preusmerili na druge poti. Zagotovo vemo, da je v 10. stoletju grad postal zatočišče pred številnimi hunskimi vpadi. Leta 1122 nekateri dokumenti pričajo, da je bila Ragogna v lasti vojvode Henrika III. Koroškega, ki je pripadal rodbini Eppensteincev. Po njegovi smrti, ker ni imel neposrednih dedičev, je grad Ragogna pripadel štajerskemu mejnemu grofu Leopoldu I. Štajerskemu iz rodbine Traungavskih. Leta 1138 je bil prvič omenjen član viteške rodbine Ragonjskih, neki Bertold. Traungavski so verjetno dali grad v fevd njim zvesti družini nemškega porekla, ki se je kasneje razdelila na veje Ragonjskih, Toppo in Pinzanskih.
Vemo, da je v 14. stoletju na ravnini pod cerkvijo stal drugi grad, imenovan Spodnji grad, katerega obzidje in ostanke stolpa lahko vidimo še danes. Po kroniki Giovannija Villanija je ta grad leta 1348 zaradi hudega potresa utrpel ogromno škodo, tako da sta »(...) se dva stolpa gradu Ragogna podrla in padla vse do Tilmenta (...) ”: izkopavanja pod vodstvom Antonia Cerutti-ja konec osemdesetih let 20. stoletja so razkrila ostanke dveh stolpov znotraj prvega obzidnega obroča južno od današnje utrdbe in prvotni vhod na zahodni strani. V vojni med oglejskim patriarhatom in avstrijskimi vojvodi, ki je divjala od leta 1359 do 1365, so se Ragonjski  vitezi postavili na stran slednjih in zato morali prestati številna obleganja, med njimi tudi znamenito obleganje 5. novembra 1365, ki se je končalo tako, da so se morali predati silam patriarhata. Leta 1390 je Janez Ragonjski dal grad luksemburško-moravskemu patriarhu Janezu Sobieslavu v zameno za grad Torre di Pordenone. Takrat so Ragonjski končno zapustili stari grad. Spodnji grad pa se je še naprej bojeval proti patriarhu, dokler ni bil leta 1397 po dolgem obleganju osvojen in zravnan z zemljo.
Od leta 1397 do 1420 so grad upravljali kapitani, najprej povezani z oglejskim patriarhatom in kasneje z Beneško republiko, vendar je njihovo slabo upravljanje povzročilo vse večji propad utrjenega kompleksa, zaradi česar ga je Beneška republika leta 1503 dodelila v fevd svojemu vazalu grofu  Porciji. V nekaj letih se je stanje gradu močno izboljšalo, tako da so ga uporabljali bodisi kot poletno rezidenco bodisi za lovske in ribiške izlete ter festivale. Znameniti je sprejem, ki ga je Antonio di Porcia priredil na gradu v začetku leta 1532 ob obisku oglejskega patriarha Marka Grimanija. Na žalost sta potres leta 1511 in poznejši požar leta 1560 grad brezupno poškodovala in je bil precej grobo obnovljen, tako da ga je leta 1567 Girolamo di Porcia opisal kot »(...) porušen grad, na katerem pa so ostanki več stolpov, kmečke hiše, cerkve in stolpa z gosposko sobo (...)«. Kasneje so grofje Porcia vse bolj omejevali svoje bivanje v Ragogni, dokler se ji niso leta 1650 končno odpovedali. Pomanjkanje zabave, rivalstvo in spopadi med lastniki posesti, osamljena lokacija in zob časa so pospešili propad gradu, tako da so prebivalci naselja (današnji San Pietro di Ragogna ) imeli koristi od njega in uporabljali grajske ruševine kot kamnolom in za pridobivanje gradbenega materiala.
Leta 1878 se je grof Ermes di Porcia odločil porušiti in prodati vse, kar se da odstraniti, začenši s streho. Zadnja škoda je nastala med dvanajsto soško bitko leta 1917 in pri odporom bolonjske brigade proti Nemcem in Avstrijcem pri Monte di Ragogna (Bitka pri Ragogni). Po smrti Alfonsa di Porcia leta 1932 so dediči vse posesti, ki jih je še imel v Ragogni, prodali zasebnikom, leta 1952 pa je grad po oporoki grofice Irene prešel v last občine Ragogna. Potres v Furlaniji leta 1976 je močno poškodoval kompleks: preostale zgradbe, kot sta stolp in obrambni zid, so se popolnoma porušile, cerkev Sv. Petra in del obrambnega zidu pa sta utrpela veliko škodo.

## Opis
Utrjeni kompleks Gornjega gradu iz Ragogne sestavljajo:
- prvi obrambni zid, ki obdaja višjo raven, kraj najdbe najstarejše posesti. Sedež starega kastruma in kraj, kjer so odkrili ostanke obzidja obeh stolpov in vhoda na zahodni strani proti reki ;
- Gornji grad, ki ga sestavljata utrdba (stari Palacium ) in notranje dvorišče, na katerega se nahajajo shrambe, kleti in stara kuhinja na severni steni;
- starodavna cerkev Sv. Petra z zvonikom in pokopališčem, ki se razprostira na dveh nivojih.

Vhod na lokacijo je z ulice, mimo cerkvene stavbe in skozi južna vrata na dvorišče.

## Današnja uporaba
Grad Ragogna ne predstavlja le pomembnega zgodovinsko-arhitekturnega pričevanja z muzejem, temveč izstopa tudi kot elegantna in impresivna kulisa za kulturne, turistične ali zabavne dogodke. Od junija do oktobra občinska uprava v sodelovanju z območnimi društvi organizira številne pobude, kot so razstave, koncerti, predstavitve knjig, gledališki in glasbeni spektakli ali degustacije vin in hrane. V prvem nadstropju gradu redno potekajo razstave slik, kipov, dekorativne umetnosti in fotografij. V grajskem stolpu (bergfriedu) je tudi stalna razstava o reki Tilment, ki je bila postavljena s projektom občine Ragogna v sodelovanju z občinami San Daniele del Friuli, Dignano, Spilimbergo, Pinzano al Tagliamento in Forgaria nel Friuli, ki tudi vključuje deželo Furlanijo - Julijska krajina.

## Spletne povezave
- Spletna stran Pro Loco Ragogna . Pridobljeno 27. februarja 2023. (italijanščina)
- Spletna stran občine Ragogna . Pridobljeno 27. februarja 2023. (italijanščina)
- Spletna stran Associazione Scriptorium Foroiuliense . Pridobljeno 27. februarja 2023. (italijanščina)
- »Grad Ragogna« (v italijanščini). Turismo FVG. Pridobljeno 27. februarja 2023.
- Spletna kamera in vremenska postaja v Castello di Ragogna . Pridobljeno 27. februarja 2023. (italijanščina)
- Spletna stran Associazione Ragogna Aiuta Ragogna . Pridobljeno 27. februarja 2023. (italijanščina)
- »Castello di Ragogna« (v italijanščini). Consorzio per la Salvaguardia dei Castelli storici del Friuli Venezia Giulia. Pridobljeno 27. februarja 2023.